# Laguna Carapã
Laguna Carapã är en kommun i Brasilien.   Den ligger i delstaten Mato Grosso do Sul, i den södra delen av landet, 1 100 km sydväst om huvudstaden Brasília. Antalet invånare är 6 493.
Trakten runt Laguna Carapã består till största delen av jordbruksmark. Runt Laguna Carapã är det mycket glesbefolkat, med 3 invånare per kvadratkilometer.